# Sylvain Girard (hockey sur glace)
Pour les articles homonymes, voir Girard.
Sylvain Girard, né le 19 mai 1972 à Maisons-Alfort en France, est un joueur professionnel français de hockey sur glace.

## Carrière

### En club
Sylvain Girard a pour club formateur les Français volants de Paris. En 1989, il réalise sa première saison en Division 1 chez les Ours de Villard-de-Lans qui réussissent à éviter la relégation. La saison suivante il rejoint Viry-Châtillon qui, à l'occasion de la liquidation d'un bon nombre de clubs, est retenue pour jouer la Ligue Nationale. La saison 1992-1993 tente une formule à seize clubs qui réunit les deux niveaux les plus importants, Valenciennes recrute alors Girard pour avoir un effectif plus professionnel mais le club doit être relégué en Nationale 2. Par ailleurs, Girard se voit confier l'entraînement des équipes des enfants et des adolescents ainsi que des gardiens. Il rejoint alors les Brûleurs de loups de Grenoble qui remporte la Coupe de France en 1994. Il est blessé à la moitié de la saison 1995-1996 et revient au jeu en partant pour Nice en Nationale 1B, l'équipe niçoise réussit à ne se faire reléguer à la fin de saison. Il part ensuite à Nantes qui joue dans la même ligue et rate la montée de division en 1997. En 2000, il retrouve l'élite chez les Ducs d'Angers pour deux saisons. Par la suite, il retourne en deuxième division à Nantes puis Nice.
Quand le club niçois est liquidé en 2003 et mis au plus bas au quatrième niveau, Girard reste sur la Côte d'Azur et participe à la remontée du club. Pour la saison 2004-2005, il part à Toulon dans la même division et arrête sa carrière en 2005.
Il redevient joueur en 2009 au Champigny Hockey Club en Division 2 pour deux saisons. Il fait une dernière saison dans l'équipe bis de Neuilly-sur-Marne dans la division la plus basse, de 2012 à 2013.
Sylvain Girard a marqué plus de 300 points en plus de 500 matchs en carrière.

### En équipe nationale
Sylvain Girard intègre l'équipe de France, d'abord lors du Championnat d'Europe junior en 1990 où il est l'un des meilleurs marqueurs puis lors du Championnat du monde junior en 1991 et 1992. Il fait partie de l'équipe de France pour les qualification et aux Jeux olympiques de 1994 à Lillehammer,,.